# Sam Gbalor District
Sam Gbalor District är ett distrikt i Liberia.   Det ligger i regionen River Cess County, i den södra delen av landet, 180 km sydost om huvudstaden Monrovia.